# Eleições estaduais de Berlim Ocidental em 1981
As eleições estaduais de Berlim Ocidental em 1981 foram realizadas a 10 de Maio e, serviram para eleger os 132 deputados para o parlamento estadual.
O grande vencedor das eleições foi a União Democrata-Cristã, que obteve o melhor resultado de sempre no estado, conquistando 48,0% dos votos e 65 deputados, falhando a maioria absoluta por 2 deputados.
O Partido Social-Democrata da Alemanha foi o grande derrotado, caindo abaixo dos 40% dos votos, ficando-se pelos 38,3% dos votos.
A grande surpresa foi a entrada no parlamento por parte dos ecologistas da Lista Alternativa, ao obter 7,2% dos votos e 9 deputados.
Por fim, o Partido Democrático Liberal também obteve um mau resultado, conseguindo 5,6% dos votos.
Após as eleições, e pela primeira vez na história em Berlim Ocidental, a União Democrata-Cristã liderou um governo estadual, coligando-se com os liberais.

## Resultados Oficiais
| Partido                 | Partido                     | Votos     | %     | +/-   | Deputados | +/-   |
| ----------------------- | --------------------------- | --------- | ----- | ----- | --------- | ----- |
|                         | União Democrata-Cristã      | 605 265   | 47,95 | 3,56  | 65 / 132  | 2     |
|                         | Partido Social-Democrata    | 483 778   | 38,33 | 4,33  | 51 / 132  | 10    |
|                         | Lista Alternativa           | 90 653    | 7,18  | 3,47  | 9 / 132   | 7     |
|                         | Partido Democrático Liberal | 70 529    | 5,59  | 2,47  | 7 / 132   | 4     |
|                         | Outros                      | 11 941    | 0,95  |       | 0 / 132   |       |
| Votos Inválidos         | Votos Inválidos             | 29 676    |       |       |           |       |
| Total                   | Total                       | 1 291 842 | 100   |       | 132 / 132 | 3     |
| Eleitorado/Participação | Eleitorado/Participação     | 1 514 642 | 85,29 | 0,16  |           |       |
| Fonte                   | Fonte                       | [ 1 ]     | [ 1 ] | [ 1 ] | [ 1 ]     | [ 1 ] |